# Kupryt

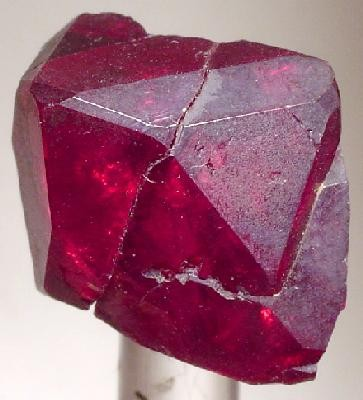

Kupryt – minerał z gromady tlenków. Należy do grupy minerałów  rzadkich, rozpowszechnionych tylko w niektórych regionach Ziemi.
Nazwa pochodzi od składu chemicznego minerału, którego głównym składnikiem jest miedź (łac. cuprum = miedź). 

## Charakterystyka

### Właściwości
Tworzy kryształy izometryczne, o pokroju igiełkowym, włóknistym (chalkotrychit) o postaci ośmio-, dwunastościanu, rzadziej sześcianu. Występuje w skupieniach zbitych, włóknistych, skorupowych, proszkowych, ziarnistych, ziemistych, pręcikowych. Tworzy też naskorupienia i naloty. Jest kruchy, półprzezroczysty lub przezroczysty (cienkie okruchy przeświecają), często zawiera domieszki miedzi lub żelaza. Tworzy paragenezy z miedzią. Reaguje z kwasami i amoniakiem (rozpuszcza się).

### Występowanie
Pospolity minerał strefy utleniania złóż kruszców miedzi, zwłaszcza chalkozynu i bornitu. Jest także produktem redukcji chalkantytu. Występuje także sporadycznie jak produkt ekshalacji wulkanicznych. Najczęściej współwystępuje z takimi minerałami jak: azuryt, malachit, tenoryt, chryzokola, miedź rodzima, goethyt, kalcyt, chalkopiryt.
Miejsca występowania:
- Na świecie: Namibia, USA, Boliwia, Kongo, Chile, Rosja, Australia, Niemcy, Francja, Wielka Brytania, Rumunia[2].

- W Polsce: występuje w okolicach Kielc i Chęcin w Górach Świętokrzyskich[2], w Rudawach Janowickich i na Pogórzu Kaczawskim na Dolnym Śląsku i w Karpatach[1].

### Zastosowanie
- lokalne źródło otrzymywania miedzi (88,8% Cu),
- cenny dla kolekcjonerów,
- czasami kryształy wykorzystują jubilerzy (okazy gemmologiczne występują w Namibii),
  - największy okaz znaleziony został w 1974 r., miał średnicę 15 cm, ważył 2100 gramów.